# Car and Driver
Car and Driver (CD или C/D; дословно «Автомобиль и Водитель») — популярный американский автомобильный журнал. Основан в 1955 году как Sports Cars Illustrated, но позже был переименован в Car and Driver. В настоящее время принадлежит медиаконгломерату Hearst Corporation, который выкупил права на издание в 2011 году у Hachette Filipacchi Media U.S.. В 1970-х годах головной офис находился в городе Анн-Арбор, штат Мичиган, но позже переехал в Нью-Йорк.
Основными темами журнала являются детальные иллюстрированные статьи о последних достижениях в сфере автомобильных технологий, анонсы автомобильных премьер, обзоры различных моделей, новости из мира автоспорта и прочие темы, связанные с автомобильной промышленностью. Также здесь можно найти ежемесячные отчёты об испытаниях автомобилей.
Общий тираж журнала за 2013 год составил 1,23 миллиона экземпляров. Ежегодно издание публикует список из 10 лучших автомобилей по мнению редакции (Car and Driver 10Best). Кроме того, журнал тесно сотрудничает с другим автомобильным изданием под названием Road & Track.

## История
Автомобильное издание «Car and Driver» было основано в 1955 году и изначально именовалось как «Sports Cars Illustrated». В первые годы своего существования журнал был сосредоточен главным образом на небольших, импортных спортивных автомобилях. Позже издание было переименовано в Car and Driver.
В 2005 году «Car and Driver» отметил своё 50-летие. К этому событию приурочен выпуск одноимённой книги, повествующей об истории автомобилестроения и пути развития одного из наиболее читаемых автомобильных изданий.
На сегодняшний день журнал публикуется как на родине в США, так и в Бразилии, Греции, Испании и на Ближнем Востоке. Испанская версия просто использует наименование издания, но содержание номеров различается с оригиналом. Китайская версия называется 名车志 Car and Driver. Ближневосточное издание выпускается издательством ITP Publishing, базирующимся в Дубае.

### Владельцы
| Выпуски                    | Издательство                   |
| -------------------------- | ------------------------------ |
| июль 1955 – февраль 1956   | Motor Publications             |
| май 1956 – апрель 1985     | Ziff Davis                     |
| май 1985 – декабрь 1987    | CBS Magazines                  |
| январь 1988 – апрель 1988  | Diamandis Communications       |
| апрель 1988 – май 2011     | Hachette Filipacchi Media U.S. |
| май 2011 – настоящее время | Hearst Magazines               |

### Главные редакторы
| Выпуски                      | Редактор                              |
| ---------------------------- | ------------------------------------- |
| июль 1955 – ноябрь 1955      | George Parks                          |
| декабрь 1955 – февраль 1956  | Arthur Kramer                         |
| март 1956 – декабрь 1956     | Ken Purdy                             |
| январь 1957 – ноябрь 1959    | John Christy                          |
| декабрь 1959 – январь 1962   | Karl Ludvigsen                        |
| февраль 1962 – февраль 1963  | William Pain                          |
| март 1963 – январь 1966      | David E. Davis, Jr.                   |
| февраль 1966 – октябрь 1966  | Brock Yates                           |
| ноябрь 1966 – январь 1968    | Steve Smith                           |
| февраль 1968 – декабрь 1969  | Leon Mandel                           |
| январь 1970 – март 1971      | Gordon Jennings                       |
| апрель 1971 – ноябрь 1974    | Bob Brown                             |
| декабрь 1974 – сентябрь 1976 | Stephan Wilkinson                     |
| октябрь 1976 – октябрь 1985  | David E. Davis, Jr.                   |
| ноябрь 1985 – февраль 1988   | Дон Шерман (англ. Don Sherman)        |
| март 1988 – май 1993         | William Jeanes                        |
| июнь 1993 – декабрь 2008     | Csaba Csere                           |
| март 2009 – настоящее время  | Эдди Альтерман (англ. Eddie Alterman) |

## Проекты

### CarandDriver.com
Журнал имеет собственный веб-сайт, на котором публикуются статьи (как оригинальные, так и поступившие в печать), ведётся блог и руководство покупателя автомобилей (с системой AccuPayment для расчёта стоимости транспортных средств), а также поддерживается социальная сеть (под именем Backfires).

### Car and Driver Television
С 1999 по 2005 год журнал имел собственный телевизионный аналог, который транслировался в рамках телевизионной программы Powerblock  на канале Spike TV. Производством занималась фирма RTM Productions, а в качестве организатора выступал Ларри Вебстер, один из редакторов журнала.

### Компьютерная играCar and Driver
В 1993 году журнал лицензировал собственное название для компьютерной игры производства Electronic Arts под названием Car and Driver: The Ten Best
. 3D-игра включала извилистые гоночные трассы, круги, гонки по маршруту с дорожным трафиком, дрэг-рейсинг и автокросс.
В список автомобилей, присутствовавших в игре, входят такие модели, как Porsche 959, Ferrari F40, Lotus Esprit, Eagle Talon и Ferrari 512.